# Joe Bacuzzi
Giuseppe Luigi David Bacuzzi, detto Joe (Londra, 25 settembre 1916 – Clerkenwell, 1º febbraio 1995) è stato un allenatore di calcio e calciatore inglese, di ruolo difensore.

## Biografia
"Joe" Bacuzzi nacque a Clerkenwell, quartiere del London Borough of Islington, in centro alla capitale inglese, in una famiglia anglo-italiana il cui padre proveniva da Sorisole (Bergamo) e la madre da Precotto.
Suo figlio David era a sua volta stato un calciatore professionista; così come Joe, anche lui vestì per un periodo la maglia dell'Arsenal.

## Carriera

### Giocatore

#### Club
Iniziò la sua carriera con il Tufnell Park, prima di passare nel 1935 al Fulham.
Diventò professionista nel 1936 e nel gennaio del 1937 fece il suo debutto in prima squadra con il Fulham, giocando come terzino destro nella partita persa per 4-1 contro il Chesterfield.
Segnò solo due gol durante la sua carriera, il primo durante la stagione 1938-39.
Divenne un punto fermo della squadra, collezionando 70 presenze prima dell'inizio della Seconda guerra mondiale.
Durante gli episodi bellici scese in campo per 104 volte con il Fulham nei campionati regionali, sommando ulteriori 14 presenze di campionato con le casacche di molti altri club, in particolare Bury e Notts County.
Tra il 1943 e il 1944 venne mandato in guerra nella Campagna del Nord Africa prima, e nella Campagna d'Italia poi.
Le sue apparizioni più importanti risalgono al novembre 1945, quando giocò sia per il Chelsea che per l'Arsenal in amichevoli contro la Dynamo Mosca.
Dopo la guerra ritornò in pianta stabile con il Fulham, giocandovi fino all'età di 40 anni, totalizzando 299 presenze tra campionato e coppa.
Si ritirò solo quando un terribile infortunio al ginocchio lo obbligò a terminare la carriera alla fine della stagione 1955-56.

#### Nazionale
Tra il 1939 e il 1946 giocò 13 volte per la Nazionale di calcio dell'Inghilterra.
Fece il suo debutto internazionale l'11 novembre 1939 contro il Galles in una partita pareggiata per 1-1. Il 2 febbraio 1941 a St James' Park, durante la sua terza partita internazionale, con un colpo di testa accidentale provocò l'autogol che permise alla Scozia di vincere per 3-2.
La sua ultima apparizione in nazionale risale al 19 maggio 1946, nella partita persa contro la Francia per 2-1.

### Allenatore
Dopo il ritiro da giocatore, nel 1956 venne nominato allenatore della squadra riserve del Fulham, rimanendovi fino al 1965.

## Palmarès

### Giocatore

#### Club

##### Competizioni nazionali
- Second Division: 1

Fulham: 1948-1949